# Puchar Grecji w koszykówce mężczyzn
Puchar Grecji w koszykówce mężczyzn (gre. Κύπελλο Ελλάδας καλαθοσφαίρισης ανδρών) – cykliczne krajowe rozgrywki sportowe, prowadzone systemem pucharowym, organizowane corocznie (co sezon) przez Grecką Federację Koszykówki dla greckich męskich klubów koszykarskich. Drugie – po mistrzostwach Grecji – rozgrywki w hierarchii ważności, w greckiej koszykówce.

## Zwycięzcy
Na podstawie

- 1975–76  Olympiakos Pireus
- 1976-77  Olympiakos Pireus
- 1977-78  Olympiakos Pireus
- 1978-79  Panathinaikos
- 1979-80  Olympiakos Pireus
- 1980-81  AEK
- 1981-82  Panathinaikos
- 1982-83  Panathinaikos
- 1983-84  PAOK
- 1984-85  Aris
- 1985-86  Panathinaikos
- 1986-87  Aris
- 1987-88  Aris
- 1988-89  Aris
- 1989-90  Aris
- 1990-91  Panionios
- 1991-92  Aris
- 1992-93  Panathinaikos
- 1993-94  Olympiakos Pireus
- 1994-95  PAOK
- 1995-96  Panathinaikos
- 1996-97  Olympiakos Pireus
- 1997-98  Aris
- 1998-99  PAOK
- 1999-00  AEK
- 2000-01  AEK
- 2001-02  Olympiakos Pireus
- 2002-03  Panathinaikos
- 2003-04  Aris
- 2004-05  Panathinaikos
- 2005-06  Panathinaikos
- 2006-07  Panathinaikos
- 2007-08  Panathinaikos
- 2008-09  Panathinaikos
- 2009-10  Olympiakos Pireus
- 2010-11  Olympiakos Pireus
- 2011-12  Panathinaikos
- 2012-13  Panathinaikos
- 2013-14  Panathinaikos
- 2014-15  Panathinaikos
- 2015-16  Panathinaikos
- 2016-17  Panathinaikos
- 2017-18  AEK
- 2018-19  Panathinaikos
- 2019-20  AEK
- 2020-21  Panathinaikos
- 2021-22  Olympiakos Pireus
- 2022-23  Olympiakos Pireus
- 2023-24  Olympiakos Pireus
- 2024-25  Panathinaikos

## Finały
Na podstawie
| Sezon   | Data             | Zwycięzca         | Wynik  | 2. miejsce        | Hala                          | Lokalizacja     |
| ------- | ---------------- | ----------------- | ------ | ----------------- | ----------------------------- | --------------- |
| 1975–76 | 12 lipca 1976    | Olympiakos Pireus | 81–69  | AEK               | Glyfada Indoor Hall           | Glifada, Ateny  |
| 1976–77 | 15 lipca 1977    | Olympiakos Pireus | 103–88 | Panionios         | Panathinaiko Stadium          | Ateny           |
| 1977–78 | 5 czerwca 1978   | Olympiakos Pireus | 83–72  | AEK               | Panathinaiko Stadium          | Ateny           |
| 1978–79 | 21 czerwca 1979  | Panathinaikos     | 79–72  | Olympiakos Pireus | Panathinaiko Stadium          | Ateny           |
| 1979–80 | 16 lipca 1980    | Olympiakos Pireus | 85–80  | AEK               | Panathinaiko Stadium          | Ateny           |
| 1980–81 | 17 lipca 1981    | AEK               | 84–78  | Iraklis           | Glyfada Indoor Hall           | Glifada, Ateny  |
| 1981–82 | 30 czerwca 1982  | Panathinaikos     | 65–63  | PAOK              | Alexandrio Melathron          | Saloniki        |
| 1982–83 | 20 kwietnia 1983 | Panathinaikos     | 72–62  | Olympiakos Pireus | Glyfada Indoor Hall           | Glifada, Ateny  |
| 1983–84 | 18 kwietnia 1984 | PAOK              | 74–70  | Aris              | Alexandrio Melathron          | Saloniki        |
| 1984–85 | 9 maja 1985      | Aris              | 86–70  | Panathinaikos     | Stadion Pokoju i Przyjaźni    | Pireus          |
| 1985–86 | 23 kwietnia 1986 | Panathinaikos     | 88–78  | Olympiakos Pireus | Stadion Pokoju i Przyjaźni    | Pireus          |
| 1986–87 | 15 kwietnia 1987 | Aris              | 110–70 | Panellinios       | Stadion Pokoju i Przyjaźni    | Pireus          |
| 1987–88 | 18 maja 1988     | Aris              | 84–71  | AEK               | Stadion Pokoju i Przyjaźni    | Pireus          |
| 1988–89 | 13 maja 1989     | Aris              | 91–86  | PAOK              | Alexandrio Melathron          | Saloniki        |
| 1989–90 | 21 maja 1990     | Aris              | 75–62  | PAOK              | Stadion Pokoju i Przyjaźni    | Pireus          |
| 1990–91 | 11 kwietnia 1991 | Panionios         | 73–70  | PAOK              | Stadion Pokoju i Przyjaźni    | Pireus          |
| 1991–92 | 13 maja 1992     | Aris              | 74–62  | AEK               | Stadion Pokoju i Przyjaźni    | Pireus          |
| 1992–93 | 15 maja 1993     | Panathinaikos     | 96–89  | Aris              | Stadion Pokoju i Przyjaźni    | Pireus          |
| 1993–94 | 27 maja 1994     | Olympiakos Pireus | 63–51  | Iraklis           | Stadion Pokoju i Przyjaźni    | Pireus          |
| 1994–95 | 5 marca 1995     | PAOK              | 72–53  | Panionios         | Chalkiopoulio Sports Hall     | Lamia           |
| 1995–96 | 24 marca 1996    | Panathinaikos     | 85–74  | Iraklis           | Dimitris Tofalos Indoor Hall  | Patras          |
| 1996–97 | 13 kwietnia 1997 | Olympiakos Pireus | 80–78  | Apollon Patras    | OAKA Indoor Hall              | Amarusi, Ateny  |
| 1997–98 | 1 lutego 1998    | Aris              | 71–68  | AEK               | Alexandrio Melathron          | Saloniki        |
| 1998–99 | 31 stycznia 1999 | PAOK              | 71–54  | AEK               | Stadion Pokoju i Przyjaźni    | Pireus          |
| 1999–00 | 2 kwietnia 2000  | AEK               | 59–57  | Panathinaikos     | PAOK Sports Arena             | Pilea, Saloniki |
| 2000–01 | 29 kwietnia 2001 | AEK               | 66–64  | Panathinaikos     | OAKA Indoor Hall              | Amarusi, Ateny  |
| 2001–02 | 7 kwietnia 2002  | Olympiakos Pireus | 74–66  | Maroussi          | Stadion Pokoju i Przyjaźni    | Pireus          |
| 2002–03 | 6 kwietnia 2003  | Panathinaikos     | 81–76  | Aris              | Larissa Neapolis Indoor Hall  | Larisa          |
| 2003–04 | 29 lutego 2004   | Aris              | 73–70  | Olympiakos Pireus | Chalkiopoulio Sports Hall     | Lamia           |
| 2004–05 | 19 lutego 2005   | Panathinaikos     | 72–68  | Aris              | Lido Indoor Hall              | Heraklion       |
| 2005–06 | 18 marca 2006    | Panathinaikos     | 68–57  | Maroussi          | Galatsi Indoor Hall           | Galatsi, Ateny  |
| 2006–07 | 24 marca 2007    | Panathinaikos     | 87–48  | Rethymno Aegean   | OAKA Indoor Hall              | Amarusi, Ateny  |
| 2007–08 | 26 marca 2008    | Panathinaikos     | 81–79  | Olympiakos Pireus | Helliniko Olympic Indoor Hall | Elliniko, Ateny |
| 2008–09 | 22 lutego 2009   | Panathinaikos     | 80–70  | Olympiakos Pireus | Helliniko Olympic Indoor Hall | Elliniko, Ateny |
| 2009–10 | 20 lutego 2010   | Olympiakos Pireus | 68–64  | Panathinaikos     | Helliniko Olympic Indoor Hall | Elliniko, Ateny |
| 2010–11 | 15 maja 2011     | Olympiakos Pireus | 74–68  | Panathinaikos     | Helliniko Olympic Indoor Hall | Elliniko, Ateny |
| 2011–12 | 10 marca 2012    | Panathinaikos     | 71–70  | Olympiakos Pireus | Helliniko Olympic Indoor Hall | Elliniko, Ateny |
| 2012–13 | 10 lutego 2013   | Panathinaikos     | 81–78  | Olympiakos Pireus | Helliniko Olympic Indoor Hall | Elliniko, Ateny |
| 2013–14 | 9 lutego 2014    | Panathinaikos     | 90–53  | Aris              | Heraklion Indoor Sports Hall  | Heraklion       |
| 2014–15 | 5 kwietnia 2015  | Panathinaikos     | 68–53  | Apollon Patras    | OAKA Indoor Hall              | Amarusi, Ateny  |
| 2015–16 | 6 marca 2016     | Panathinaikos     | 101–54 | Faros Keratsiniou | OAKA Indoor Hall              | Amarusi, Ateny  |
| 2016–17 | 18 lutego 2017   | Panathinaikos     | 68–59  | Aris              | Alexandrio Melathron          | Saloniki        |
| 2017–18 | 17 lutego 2018   | AEK               | 88–83  | Olympiakos Pireus | Heraklion Indoor Sports Hall  | Heraklion       |
| 2018–19 | 17 lutego 2019   | Panathinaikos     | 79–73  | PAOK              | Heraklion Indoor Sports Hall  | Heraklion       |
| 2019–20 | 16 lutego 2020   | AEK               | 61–57  | Prometeusz Patras | Heraklion Indoor Sports Hall  | Heraklion       |
| 2020–21 | 9 maja 2021      | Panathinaikos     | 91–79  | Prometeusz Patras | OAKA Indoor Hall              | Amarusi, Ateny  |
| 2021–22 | 20 lutego 2022   | Olympiakos Pireus | 81–73  | Panathinaikos     | Heraklion Indoor Sports Hall  | Heraklion       |
| 2022–23 | 19 lutego 2023   | Olympiakos Pireus | 85–57  | Peristeri BC      | Heraklion Indoor Sports Hall  | Heraklion       |
| 2023–24 | 18 lutego 2024   | Olympiakos Pireus | 69–58  | Panathinaikos     | Heraklion Indoor Sports Hall  | Heraklion       |
| 2024–25 | 16 lutego 2025   | Panathinaikos     | 79–75  | Olympiakos Pireus | Heraklion Indoor Sports Hall  | Heraklion       |

## Tytuły według klubu
| Klub              | Mistrzostwa | Wicemistrzostwa | Zwycięskie lata |
| ----------------- | ----------- | --------------- | --- |
| Panathinaikos     | 21          | 7               | 1978–79, 1981–82, 1982–83, 1985–86, 1992–93, 1995–96, 2002–03, 2004–05, 2005–06, 2006–07, 2007–08, 2008–09, 2011–12, 2012–13, 2013–14, 2014-15, 2015-16, 2016-17, 2018-19, 2020-21, 2024-25 |
| Olympiakos        | 12          | 10              | 1975–76, 1976–77, 1977–78, 1979–80, 1993–94, 1996–97, 2001–02, 2009–10, 2010–11, 2021–22, 2022–23, 2023–24                                                                                  |
| Aris              | 8           | 6               | 1984–85, 1986–87, 1987–88, 1988–89, 1989–90, 1991–92, 1997–98, 2003–04 |
| AEK               | 5           | 7               | 1980–81, 1999–2000, 2000–01, 2017–18, 2019–20 |
| PAOK              | 3           | 5               | 1983–84, 1994–95, 1998–99 |
| Panionios         | 1           | 2               | 1990–91 |
| Iraklis           | -           | 3               | |
| Apollon Patras    | -           | 2               | |
| Maroussi          | -           | 2               | |
| Prometeusz Patras | -           | 2               | |
| Panellinios       | -           | 1               | |
| Rethymno          | -           | 1               | |
| Faros Keratsiniou | -           | 1               | |
| Peristeri BC      | -           | 1               | |

## Tytuły według miast
6 klubów wywalczyło Puchar Grecji. Mają one swoje siedziby w jednostkach regionalnych Salonik oraz Aten.
| Obszar   | Kluby                                    | Tytuły | Miasto           | Hala |
| -------- | ---------------------------------------- | ------ | ---------------- | --- |
| Ateny    | Panathinaikos (21) AEK (5) Panionios (1) | 27     | Ateny Nea Smyrni | OAKA Olympic Indoor Hall, Amarusi, Ateny OAKA Olympic Indoor Hall, Amarusi, Ateny Nea Smyrni Indoor Hall, Nea Smirni, Ateny |
| Pireus   | Olympiakos (12)                          | 12     | Pireus           | Stadion Pokoju i Przyjaźni, Pireus                                                                                          |
| Saloniki | Aris (8) PAOK (3)                        | 11     | Saloniki         | Alexandreio Melathron, Saloniki PAOK Sports Arena, Saloniki                                                                 |

## Final Four (1994–2004 oraz 2024–25)
System Final Four został wprowadzony podczas rozgrywek 1994/95 i był wykorzystywany do sezonu 2003/04. Został ponownie użyty w sezonie 2021/22, bez meczu o 3 miejsce. 
| Sezon   | 1.            | 2.             | 3.                      | 4.                      |
| ------- | ------------- | -------------- | ----------------------- | ----------------------- |
| 1994–95 | PAOK          | Panionios      | Aris                    | Ilysiakos               |
| 1995–96 | Panathinaikos | Iraklis        | Apollon Patras          | AEK                     |
| 1996–97 | Olympiakos    | Apollon Patras | AEK                     | Panathinaikos           |
| 1997–98 | Aris          | AEK            | Olympiakos              | Panathinaikos           |
| 1998–99 | PAOK          | AEK            | Iraklis                 | Aris                    |
| 1999–00 | AEK           | Panathinaikos  | Maroussi                | Iraklis                 |
| 2000–01 | AEK           | Panathinaikos  | Olympiakos              | Iraklis                 |
| 2001–02 | Olympiakos    | Maroussi       | Panathinaikos           | Panellinios             |
| 2002–03 | Panathinaikos | Aris           | Makedonikos             | Irakleio                |
| 2003–04 | Aris          | Olympiakos     | Peristeri               | Apollon Patras          |
| 2021–22 | Olympiakos    | Panathinaikos  | AEK, Prometeusz Patras  | AEK, Prometeusz Patras  |
| 2022–23 | Olympiakos    | Peristeri      | AEK, Panathinaikos      | AEK, Panathinaikos      |
| 2023–24 | Olympiakos    | Panathinaikos  | Aris, Prometeusz Patras | Aris, Prometeusz Patras |
| 2024–25 | Panathinaikos | Olympiakos     | PAOK, Prometeusz Patras | PAOK, Prometeusz Patras |

### Występy w Final Four według klubu (1994–2004)
| Klub           | 1.             | 2.             | 3.             | 4.             |
| -------------- | -------------- | -------------- | -------------- | -------------- |
| Panathinaikos  | 2 (1996, 2003) | 2 (2000, 2001) | 1 (2002)       | 2 (1997, 1998) |
| AEK            | 2 (2000, 2001) | 2 (1998, 1999) | 1 (1997)       | 1 (1996)       |
| Olympiakos     | 2 (1997, 2002) | 1 (2004)       | 2 (1998, 2001) | –              |
| Aris           | 2 (1998, 2004) | 1 (2003)       | 1 (1995)       | 1 (1999)       |
| PAOK           | 2 (1995, 1999) | –              | –              | –              |
| Iraklis        | –              | 1 (1996)       | 1 (1999)       | 2 (2000, 2001) |
| Apollon Patras | –              | 1 (1997)       | 1 (1996)       | 1 (2004)       |
| Maroussi       | –              | 1 (2002)       | 1 (2000)       | –              |
| Panionios      | –              | 1 (1995)       | –              | –              |
| Makedonikos    | –              | –              | 1 (2003)       | –              |
| Peristeri      | –              | –              | 1 (2004)       | –              |
| Ilysiakos      | –              | –              | –              | 1 (1995)       |
| Panellinios    | –              | –              | –              | 1 (2002)       |
| Irakleio       | –              | –              | –              | 1 (2003)       |

## Liderzy strzelców oraz MVP finałów Pucharu Grecji
Od 1976 do 1994, czołowy strzelec finałów Pucharu Grecji był wybierany bez względu na zwycięstwo, czy przegraną swojego zespołu. Od 1995 zaczęto przyznawać oficjalnie tytuł MVP finałów.
| (X) | oznacza zawodnika, który został liderem strzelców lub MVP więcej niż jeden raz. |

Na podstawie
| Sezon   | Czołowy strzelec finałów                          | Klub                     | MVP                      | Klub          |
| ------- | ------------------------------------------------- | ------------------------ | ------------------------ | ------------- |
| 1975–76 | Giorgos Kastrinakis                               | Olympiakos               |                          |               |
| 1976–77 | Steve Giatzoglou                                  | Olympiakos               |                          |               |
| 1977–78 | Steve Giatzoglou (2)                              | Olympiakos               |                          |               |
| 1978–79 | Steve Giatzoglou (3)                              | Olympiakos               |                          |               |
| 1979–80 | Steve Giatzoglou (4) i Giorgos Kastrinakis (2)    | Olympiakos               |                          |               |
| 1980–81 | Wasilis Gumas                                     | AEK                      |                          |               |
| 1981–82 | Vangelis Alexandris                               | PAOK                     |                          |               |
| 1982–83 | Takis Koroneos                                    | Panathinaikos            |                          |               |
| 1983–84 | Nikos Stavropoulos                                | PAOK                     |                          |               |
| 1984–85 | Panajotis Janakis                                 | Aris                     |                          |               |
| 1985–86 | David Stergakos                                   | Panathinaikos            |                          |               |
| 1986–87 | Nikos Galis                                       | Aris                     |                          |               |
| 1987–88 | Panajotis Janakis (2)                             | Aris                     |                          |               |
| 1988–89 | Nikos Galis (2)                                   | Aris                     |                          |               |
| 1989–90 | Nikos Galis (3)                                   | Aris                     |                          |               |
| 1990–91 | Giorgos Gasparis i Ken Barlow                     | Panionios i PAOK         |                          |               |
| 1991–92 | Nikos Galis (4)                                   | Aris                     |                          |               |
| 1992–93 | Nikos Galis (5)                                   | Panathinaikos            |                          |               |
| 1993–94 | Žarko Paspalj                                     | Olympiakos               |                          |               |
| 1994–95 | Bane Prelević                                     | PAOK                     | Bane Prelević            | PAOK          |
| 1995–96 | Dominique Wilkins                                 | Panathinaikos            | Dominique Wilkins        | Panathinaikos |
| 1996–97 | Harold Ellis                                      | Apollon Patras           | David Rivers             | Olympiakos    |
| 1997–98 | Panajotis Liadelis                                | Aris                     | Panajotis Liadelis       | Aris          |
| 1998–99 | Frankie King                                      | PAOK                     | Walter Berry             | PAOK          |
| 1999–00 | Željko Rebrača                                    | Panathinaikos            | Željko Rebrača           | Panathinaikos |
| 2000–01 | İbrahim Kutluay                                   | AEK                      | İbrahim Kutluay          | AEK           |
| 2001–02 | Alphonso Ford                                     | Olympiakos               | Alphonso Ford            | Olympiakos    |
| 2002–03 | Frangiskos Alwertis                               | Panathinaikos            | Frangiskos Alwertis      | Panathinaikos |
| 2003–04 | Smush Parker                                      | Aris                     | Nestoras Komatos         | Aris          |
| 2004–05 | DeJuan Collins                                    | Aris                     | Jaka Lakovič             | Panathinaikos |
| 2005–06 | Roderick Blakney                                  | Maroussi                 | Kostas Tsartsaris        | Panathinaikos |
| 2006–07 | Kostas Tsartsaris                                 | Panathinaikos            | Kostas Tsartsaris (2)    | Panathinaikos |
| 2007–08 | Lynn Greer                                        | Olympiakos               | Kostas Tsartsaris (3)    | Panathinaikos |
| 2008–09 | Dimitris Diamandidis                              | Panathinaikos            | Dimitris Diamandidis     | Panathinaikos |
| 2009–10 | Miloš Teodosić                                    | Olympiakos               | Miloš Teodosić           | Olympiakos    |
| 2010–11 | Miloš Teodosić (2)                                | Olympiakos               | Miloš Teodosić (2)       | Olympiakos    |
| 2011–12 | Jorgos Prindezis                                  | Olympiakos               | Šarūnas Jasikevičius     | Panathinaikos |
| 2012–13 | Dimitris Diamandidis (2)                          | Panathinaikos            | Roko Ukić                | Panathinaikos |
| 2013–14 | Ramel Curry                                       | Panathinaikos            | Ramel Curry              | Panathinaikos |
| 2014–15 | Toarlyn Fitzpatrick                               | Apollon Patras           | Lukas Mawrokiefalidis    | Panathinaikos |
| 2015–16 | Gaios Skordilis                                   | Faros Keratsiniou        | Dimitris Diamandidis (2) | Panathinaikos |
| 2016–17 | Will Cummings                                     | Aris                     | James Feldeine           | Panathinaikos |
| 2017–18 | Wasilis Spanulis                                  | Olympiakos               | Manny Harris             | AEK           |
| 2018–19 | Will Hatcher                                      | PAOK                     | Nick Calathes            | Panathinaikos |
| 2019–20 | Kendrick Ray                                      | AEK                      | Nikos Zisis              | AEK           |
| 2020–21 | Ioannis Papapetrou                                | Panathinaikos            | Ioannis Papapetrou       | Panathinaikos |
| 2021–22 | Nemanja Nedović                                   | Panathinaikos            | Tyler Dorsey             | Olympiakos    |
| 2022–23 | / Aleksandyr Wezenkow                             | Olympiakos               | / Aleksandyr Wezenkow    | Olympiakos    |
| 2023–24 | Dinos Mitoglou                                    | Panathinaikos            | Moustapha Fall           | Olympiakos    |
| 2024–25 | Kostas Slukas Kendrick Nunn / Aleksandyr Wezenkow | Panathinaikos Olympiakos | Kostas Slukas            | Panathinaikos |

## Statystyczni liderzy wszech czasów pucharu

### Punkty
Na podstawie za zakończenie rozgrywek 2021/22.
- Pogrubienie – oznacza nadal aktywnych zawodników.

| Miejsce | Zawodnik              | Suma punktów |
| ------- | --------------------- | ------------ |
| 1.      | Nikos Galis           | 246          |
| 2.      | Panajotis Janakis     | 155          |
| 3.      | Steve Giatzoglou      | 144          |
| 4.      | Dimitris Diamandidis  | 128          |
| 5.      | Giorgos Kastrinakis   | 97           |
| 6.      | Wasilis Spanulis      | 87           |
| 6.      | David Stergakos       | 87           |
| 6.      | Michael Batiste       | 87           |
| 9.      | Panajiotis Fasoulas   | 81           |
| 10.     | Pavlos Diakoulas      | 80           |
| 11.     | Minas Gekos           | 73           |
| 12.     | Kostas Tsartsaris     | 67           |
| 13.     | Bane Prelević         | 64           |
| 14.     | Andonis Fotsis        | 63           |
| 14.     | Nikos Stavropoulos    | 63           |
| 16.     | Michalis Giannouzakos | 60           |
| 17.     | Frangiskos Alwertis   | 59           |
| 18.     | Nikos Filippou        | 56           |
| 19.     | Dimitris Kokolakis    | 54           |
| 20.     | Lefteris Subotić      | 53           |
| 21.     | Nick Calathes         | 52           |
| 22.     | Takis Koroneos        | 51           |

### Występy w finałach
Na podstawie na zakończenie rozgrywek 2021/22.
- Pogrubienie – oznacza nadal aktywnego zawodnika

| Miejsce | Zawodnik             | Występy w finałach |
| ------- | -------------------- | ------------------ |
| 1.      | Dimitris Diamandidis | 12                 |
| 2.      | Andonis Fotsis       | 10                 |
| 3.      | Wasilis Spanulis     | 9                  |
| 3.      | Michael Batiste      | 9                  |
| 3.      | Kostas Tsartsaris    | 9                  |
| 6.      | Panajotis Janakis    | 8                  |
| 6.      | Nikos Galis          | 8                  |
| 6.      | Frangiskos Alwertis  | 8                  |
| 9.      | Panajiotis Fasoulas  | 7                  |
| 9.      | Kimon Kokorogiannis  | 7                  |
| 11.     | Jorgos Prindezis     | 6                  |
| 12.     | Michalis Romanidis   | 6                  |
| 11.     | Steve Giatzoglou     | 6                  |
| 11.     | Georgios Doxakis     | 6                  |
| 7.      | Memos Ioannou        | 6                  |
| 12.     | Giorgos Kastrinakis  | 6                  |
| 12.     | Nikos Boudouris      | 6                  |
| 11.     | Bane Prelević        | 6                  |
| 11.     | Stratos Perperoglou  | 6                  |